# Застава патријарха српског
Застава патријарха српског  је званична застава коју употребљава врховни поглавар Српске православне цркве патријарх српски.

## О застави
Застава патријарха српског користи се током свечаних церемонија и пријема званичних црквених и цивилних делегација код патријарха српског, приликом обраћања патријарха српског јавности и верницима у посланицама, као и у радном кабинету патријарха српског.

## Изглед заставе
Застава патријарха српског је хоризонтална тробојка, која унутар беле бордуре са наизменичним низом црвених, плавих и белих квадрата, има поља истих висина, одозго на доле: црвено, плаво и бело, а преко тих поља налази се грб Српске православне цркве.